# Partula langfordi
Partula langfordi е вид коремоного от семейство Partulidae. Видът е критично застрашен от изчезване.

## Разпространение
Разпространен е в Северни Мариански острови.